# Negroroncus aelleni
Negroroncus aelleni es una especie de arácnido del orden Pseudoscorpionida de la familia Ideoroncidae.

## Distribución geográfica
Se encuentra en la República del Congo.